# Gjulowca
Gjulowca (bułg. Гюльовца) – wieś w Bułgarii, w obwodzie Burgas, w gminie Nesebyr. W 2023 roku liczyła 1158 mieszkańców.